# Djax Records
Djax Records (auch Djax Up Beats) ist ein niederländisches Techno-Plattenlabel, das von Saskia Slegers (Miss Djax) im Jahr 1989 gegründet wurde.

## Anfänge (1989–1991)
Nachdem Slegers einige Zeit in einem Plattenladen gearbeitet hatte, traf sie auf viele Techno-Künstler, die ihr Material noch nie veröffentlicht hatten, da ihre Musik für die niederländischen Plattenfirmen nicht kommerziell genug war. Darum entschied sie sich, 1989 das eigene Label Djax Records zu gründen. Die erste Veröffentlichung war No Enemies von Rapgruppe 24K aus Eindhoven.

## Nederhop-Periode (1991–2004)
Im Jahr 1991 entdeckte Saskia Slegers die niederländische Rapgruppe Osdorp Posse (aus dem niederländischen Stadtbezirk Osdorp). Hip-Hop mit niederländischen Texten dieser Ausprägung wird als Nederhop bezeichnet.
Das erste Album Osdorp Stijl wurde im Jahr 1992 herausgebracht. Viele Anhänger der Stilrichtung konnten ihre Titel auf der CD-Kompilation De posse veröffentlichen. Den besten Künstlern bot Djax Records einen Vertrag an. Gruppen wie Neuk! und Space Marines waren besonders, weil sie Rap mit Punk und Metal vermischten. Im Jahr 1997 wurden die Sublabels Djax-Break-Beatz und Djax-X-Beats gestartet. Im Jahr 1998 beschloss die niederländische Gruppe Osdorp Posse, eine eigene Plattenfirma zu gründen und verließ das Label Djax. Nach dem Weggang von Osdorp Posse waren ABN und Spookrijders die wichtigsten Künstler des Labels. Am 1. Januar 2004 beschloss Saskia Segers, die Arbeit mit den Gruppen des Nederhop zu beenden. Eine Ausnahme war das Album The World Might Suck, welches Osdorp Posse zusammen mit der Metalgruppe Laberinto produzierte und das im Jahr 2008 erschien.

## Künstler
Das Label veröffentlichte u. a. Musik von Osdorp Posse, Mike Dearborn, Steve Pointdexter, Glenn Underground, Robert Armani, Rhythmic Riot und Felix da Housecat.